# 롯데칠성음료

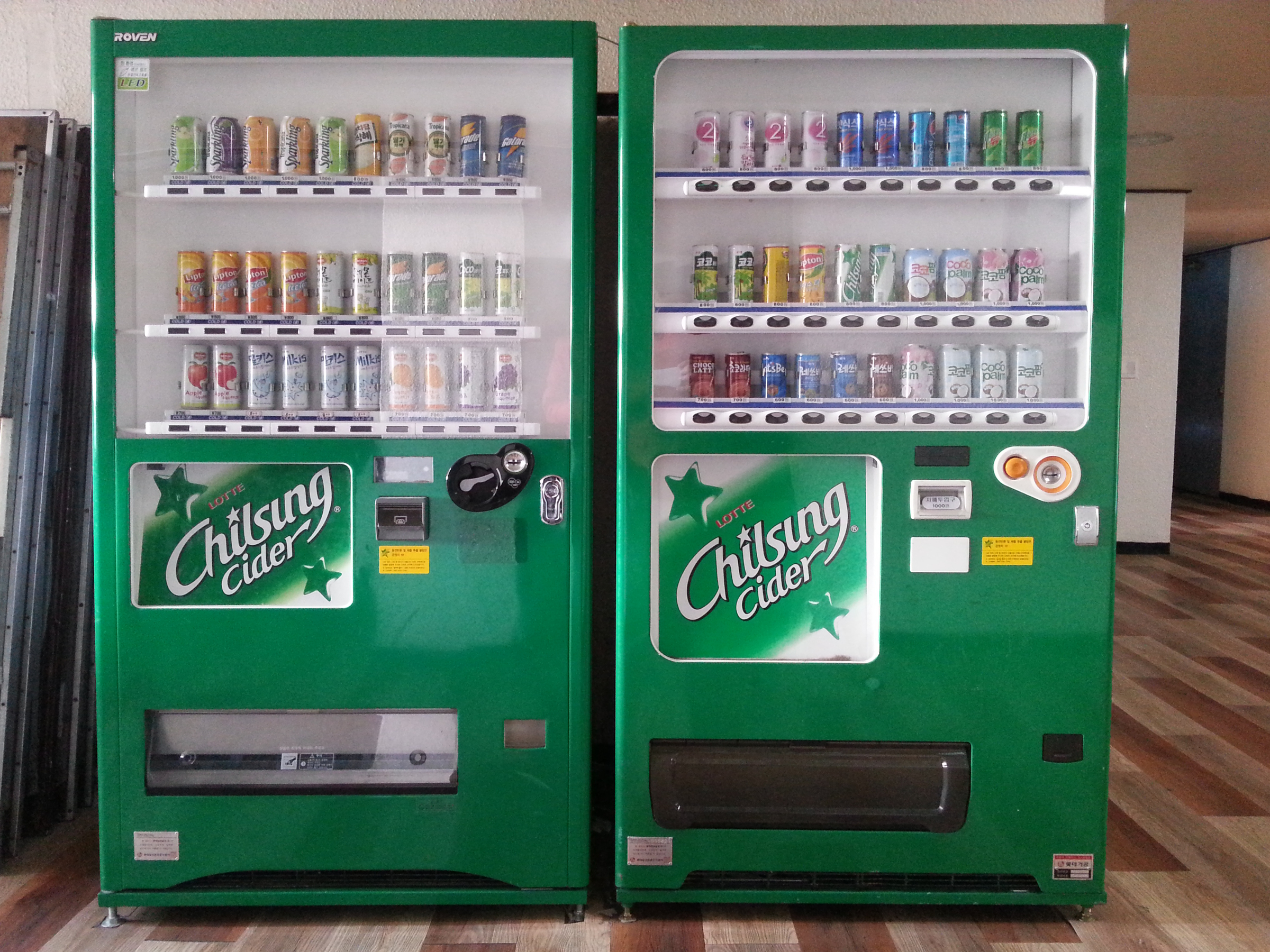
칠성사이다 자판기

롯데칠성음료(영어: Lotte Chilsung Beverage, 한국: 005300)는 대한민국의 기업으로, 롯데그룹의 식품 계열사이다.
1950년 5월 모태인 "동방청량음료 합명회사"로 설립하였다가, 1967년 11월 한미식품공업 주식회사로 상호명 변경 후, 1970년 1월 동방청량음료를 흡수 합병하여 1974년 11월 롯데그룹의 인수 합병에 따라 1974년 12월부터 현재의 상호로 변경하였다.
본사는 서울특별시 송파구 신천동 롯데월드타워 건너편에 있는 롯데캐슬골드에 위치에 있으며 본점은 서초구 서초동 강남역 부근에 위치에 있다.

## 연혁
- 1925년 4월 : 강릉합동주조 설립
- 1945년 4월 : 롯데주류 전신인 조선양조 설립
- 1950년 5월 : 롯데칠성음료 전신인 동방청량음료 합명회사 설립(서울특별시 용산구 갈월동 2번지)
- 1950년 5월 : 칠성사이다 판매개시
- 1967년 11월 : 한미식품공업 주식회사 설립(서울특별시 영등포구 양평동5가 115번지)[2]
- 1969년 4월 : 주한 미8군 P.X 군납계약 체결
- 1970년 1월 : 동방청량음료 흡수 합병
- 1971년 4월 : 사명을 조선양조에서 백화양조로 변경
- 1973년 3월 : 상호명을 한미식품공업에서 칠성한미음료로 변경
- 1973년 6월 : 증권 거래소 주식 상장
- 1974년 11월 : 롯데그룹, 칠성한미음료 주식회사 인수
- 1974년 12월 : 상호명을 칠성한미음료에서  롯데칠성음료로 변경 및 진로 (기업)에 미국 펩시콜라 상표권 양도[3]
- 1976년 8월 : 진로 (기업)가 원액공급 계약조건이 일방적이라 그 계약조건대로는 기업경영이 곤란하다는 이유[4]로 1975년 6월부터 펩시콜라를 본격적으로 생산하려던 계획을 포기[5]하자 펩시콜라와 생산 판매계약 재체결
- 1976년 10월 : 서울특별시 서초구 서초동 서울공장 가동[6]
- 1977년 12월 : 제주특별자치도 서귀포시에 감귤 착즙공장 준공
- 1978년 7월 : 경상남도 양산시 양산공장 가동
- 1979년 10월 : 경기도 광주시 오포공장 가동
- 1982년 12월 : 미국 델몬트 푸즈와 쥬스생산 및 판매기술 라이센스 제휴 체결
- 1983년 1월  : 백화양조, 위스키사업부문을 베리나인으로 분할 설립[7]
- 1984년 10월 : 광주 공장 가동
- 1985년 11월 : 1986년 아시안 게임 및 1988년 하계 올림픽 공식 음료업체 지정
- 1985년 12월 : 백화양조, 베리나인과 함께 두산그룹에 인수됐으며[8] 베리나인은 1994년 1월 OB씨그램에 흡수합병됨[9]
- 1986년 2월 : 롯데칠성음료, 롯데주조를 흡수합병시켜[10] 롯데칠성음료 주류사업부문으로 변경.
- 1986년 3월 : 백화양조 탄생한 새로운 청주 청하 시판
- 1989년 7월 : 일본 농림규격 획득 - 대한민국 최초, 세계 9번째
- 1990년 1월 : 순미주 국향 시판
- 1990년 3월 : 사명을 백화양조에서 백화로 변경.
- 1991년 7월 : 청주 청하 32.9% 가격인하
- 1992년 1월 : 1993 대전 엑스포 공식 음료업체 선정
- 1993년 5월 : 청하화인 출시
- 1993년 6월 : 대전 공장 가동
- 1993년 12월 : 펩시코의 한국법인 한국펩시콜라 설립
- 1995년 12월 : 업계 최초 전 공장, 전제품 ISO 9001 획득
- 1996년 3월 : 백화, 두산그룹 로고 변경에 따라 두산백화로[11] 상호변경.
- 1998년 3월 : 미국 펩시콜라의 '최우수보틀러' 최우수 품질관리상 수상
- 1998년 9월 : 두산백화, 두산경월 (구) OB맥주 등과 합병되어[12] 두산주류BG로 개편됨.
- 1999년 8월 : 롯데칠성음료 홈페이지 오픈
- 2000년 8월 : 음료업계 최초 월매출 1,000억원 돌파
- 2001년 11월 : CJ제일제당 음료사업 부문 인수 본계약 체결, 게토레이 라이선스 생산 시작
- 2002년 5월 : 음료 업계 최초 식약청 HACCP 적용업소 지정 (오포공장, 양산공장, 대전공장 등)
- 2003년 2월 : 펩시콜라 2002년 세계 최우수 버틀러상 수상
- 2004년 2월 : 펩시콜라 로고 변화
- 2004년 3월 : 일본 아시하맥주와 합작회사인 ㈜롯데아사히주류 설립
- 2005년 9월 : 롯데칠성음료 중국 진출, 롯데후아방음료 유한공사 설립
- 2005년 11월 : 롯데오더리음료 유한공사 설립 (롯데칠성음료, 중국 뤄허창다실업 유한공사와 합자)
- 2006년 5월 : 칠성사이다의 중국브랜드 "낙천칠성기수" (樂天七星氣水, 러톈치싱치수이) 신제품 발표
- 2008년 10월 : 안성공장에 320억원을 투자한 어셉틱 생산라인 가동 - 대한민국 음료업계 최초 어셉틱 (무균충전) PET 출시[13]
- 2009년 1월 : 두산주류BG 인수 본계약 체결
- 2010년 2월 : 키자니아 서울 내에 '음료수 공장' 체험관 오픈
- 2011년 3월 : 충북소주(주) 인수
- 2011년 10월 : 주식회사 롯데주류BG 흡수 합병[14]
- 2012년 2월 : 군인공제회가 설립한 생수업체 '백학음료(구 록인음료)' 인수[15]
- 2014년 4월 : 롯데주류에서 맥주 브랜드 '클라우드' 런칭
- 2016년 1월 : 씨에이치음료(CH음료) 지분 일부 합병.
- 2016년 4월 : 키자니아 부산 내에 '음료수 공장' 체험관 오픈.
- 2017년 10월 : 롯데제과 투자부문, 롯데쇼핑 투자부문, 롯데푸드 투자부문 분할 합병
- 2017년 10월 : 산청음료 인수합병 (구. 산수음료)
- 2020년 5월 : 롯데주류 인수 합병 후 롯데칠성음료에 이관.
- 2020년 10월 : 그동안 단종되었던 스포테라, 힛트펀치 캔 재출시
- 2021년 10월 : 교촌치킨 R&D센터와 함께 개발을 한 탄산 음료‘교촌트윙클링’출시

## 주요 생산 브랜드
비주류 부문
- 칠성사이다
- 쌕쌕
- 델몬트
- 펩시
- 게토레이[16]
- 트로피카나
- 밀키스
- 2% 부족할때
- 칸타타
- 레쓰비
- 마운틴 듀
- 트레비
- 아이시스
- 미녀는 석류를 좋아해
- 핫식스
- 솔의 눈[17]
- 실론티
- 탐스제로 (써니텐의 라이벌)(2022년 재출시)
- 잔치집 식혜[18]
- 황금보리
- 옥수수수염차
- 더하다(옥수수수염,우엉)
- 초가을우엉차
- 아침헛개
- 까늉
- 오트몬드 (제조원 : 연세대학교 연세유업)

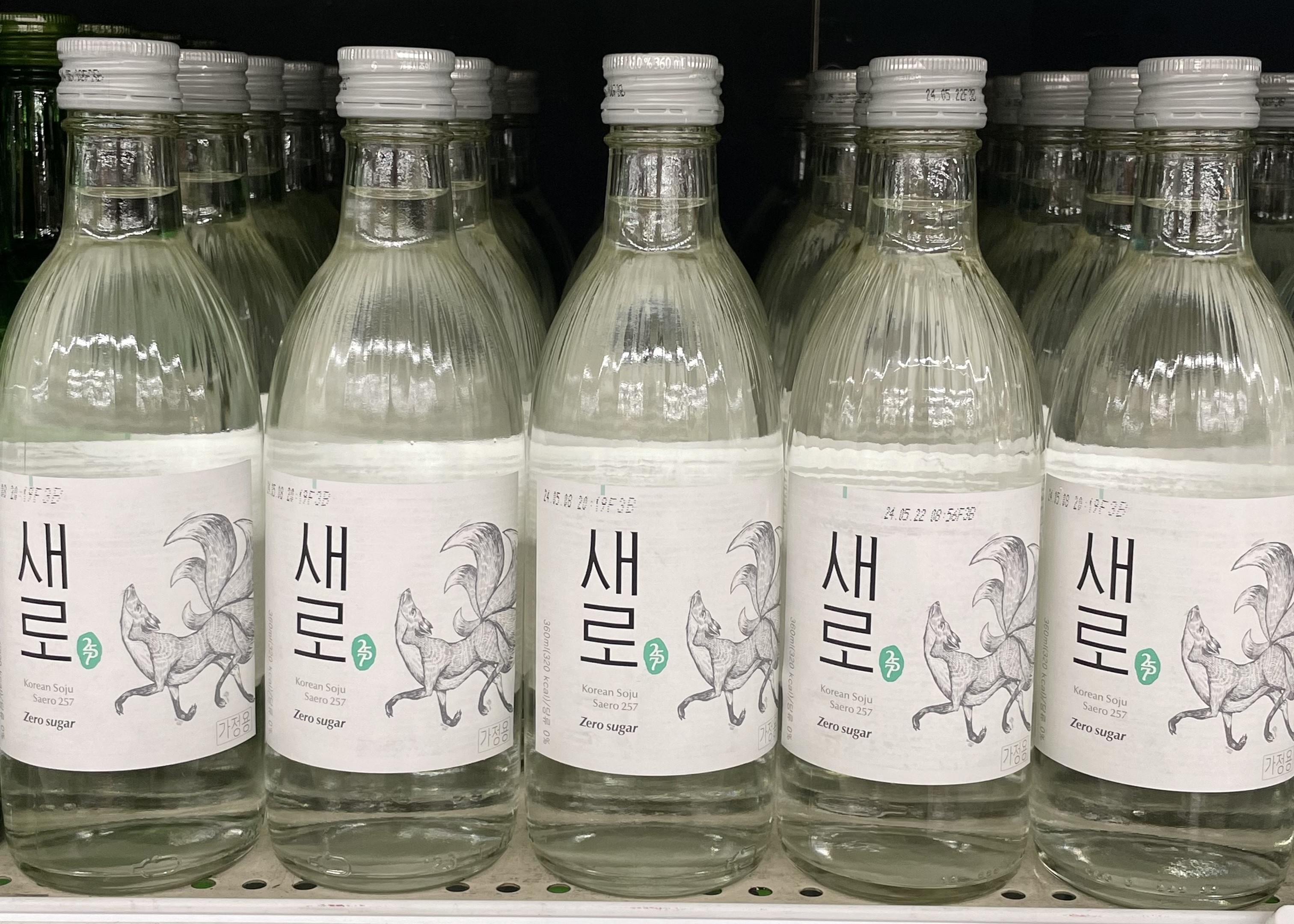
새로 소주

단종된 제품 (음료)
- 참두
- 교촌트윙클링
- 아일락
- 세븐업
- 비비콜 (맥콜과 보리텐의 라이벌)
- G2
- 미린다

주류 부문
- 롯데 미림(요리용 맛술).
- 처음처럼
- 새로
- 마주앙
- 설중매
- 백화수복
- 청하
- 국향
- 설화
- 클라우드
- 순하리 처음처럼
- 아사히 수퍼드라이[20]
- 스카치 블루

생산 중단한 제품 (주류)
- 베리나인 골드/레드/시걸
- 삼바25
- 캪틴큐
- 마일드
- 조우커
- 블랑디스
- 청하화인
- 알지오(RGO)[21]
- 리믹스
- 피츠

## 사업장
- 본사: 서울특별시 서초구 서초대로70길 15 (서초동)
- 공장: 안성[22], 오포, 양산, 대전, 광주, 강릉, 군산, 경산, 충주, 청주

## 공장

### 음료 부문
- 안성 공장 (경기도 안성시 미양면 구수리)

소개: 칠성사이다(병, 페트,캔), 델몬트 스카시 등 주스 페트제품, 오늘의 차, 옥수수 수염차 등의 차 음료, 칸타타 등의 커피 음료, 외식업체 시럽음료 등을 생산한다.
- 오포 공장 (경기도 광주시 양벌동)

소개: 롯데칠성음료의 주력 공장으로 주로 주스 제품을 생산하나 탄산음료와 커피음료, 기능성음료도 생산하고 있다.
- 양산 공장 (경상남도 양산시 산막동)

소개: 영남 지방에 탄산음료와 주스음료 제품을 생산 공급하는 사업장이다.
- 광주 공장 (광주광역시 북구 양산동)

소개: 호남 지방에 탄산음료 제품을 생산, 공급하고 있다.
- 대전 공장 (대전광역시 대덕구 문평동)

소개: 탄산음료 뿐 아니라 커피음료, 기능성음료, 주스 등도 생산하며, 음료 부문에서는 가장 최근에 건설된 공장으로 자동화 시스템을 갖추고 있다.

### 주류 부문
- 부평공장 (인천광역시 부평구 청천동) (2020년 폐쇄)

소개: 구 롯데주조. 캡틴큐, 스카치블루, 미림 등을 생산한다.
- 군산공장 (전북특별자치도 군산시 소룡동)

소개: 구 백화양조. 백화수복, 청하, 국향, 설화를 위주로 생산하고 있으며, 부평공장에서 생산하던 미림을 생산한다.
- 경산공장 (경상북도 경산시 진량읍 평사리)

소개: 구 동양맥주. 국내 최초 와인 공장. 와인인 마주앙을 생산하고 있으며, 과실주인 설중매, 수출용 소주 제품을 주로 생산한다.
- 강릉공장 (강원특별자치도 강릉시 회산동)

소개: 구 경월주조. 처음처럼을 주로 생산한다.
- 충주공장 (충청북도 충주시 대소원면 완오리)

소개: 2014년 신설. 맥주를 주로 생산한다.
- 청주공장 (충청북도 청주시 청원구 내수읍 우산리) (2021년 폐쇄)

소개: 2015년 신설. 군산, 경산 등지에 분산된 처음처럼 생산라인을 통합한 사업장이다.

## 같이 보기
- 게토레이
- 2% 부족할때
- 칠성사이다
- 펩시코
- 델몬트 푸즈